# Peter II. Brazilski
Peter II. Brazilski (portugalsko Dom Pedro II. de Alcântra, polno ime Pedro de Alcântara João Carlos Leopoldo Salvador Bibiano Francisco Xavier de Paula Leocádio Miguel Gabriel Rafael Gonzaga de Bragança e Habsburgo), brazilski cesar, * 2. december 1825, Rio de Janeiro, † 5. december 1891, Pariz.
Sin cesarja Petra I. Brazilskega. Brazilski cesar je postal leta 1831, po očetovem odstopu, vladal pa je kar 58 let. Izkazal se je za dobrega vladarja in okrog sebe je zbral svetovalce in ministre. Ohranil je ravnotežje med tekmujočimi političnimi skupinami. Podpiral je pridelavo kave, gradil je železnice ter telegrafska omrežja. Skrbel je za razvoj znanosti in umetnosti. Brazilija je pod njegovo oblastjo zmagala v več mednarodnih konfliktih, s Paragvajem (paragvajska vojna), Urugvajem in Argentino. Bil je tudi nasprotnik suženjstva. Leta 1850 je prepovedal trgovino s sužnji, leta 1888 pa jo je popolnoma ukinil. Ko so ga leta 1889 njegovi vojaki prisilili k odstopu, se je vrnil v Evropo.